# Navhind Times
Navhind Times is een Engelstalig dagblad in de Indiase deelstaat Goa. De krant kwam voor het eerst uit in 1963, na het einde van de Portugese overheersing van Goa. Tegenwoordig is het een van de populairste bladen in de staat. De krant is eigendom van Dempo Industries Pvt. Ltd., gevestigd in Panaji.